# Saurauia yasicae
Saurauia yasicae är en tvåhjärtbladig växtart som beskrevs av Ludwig Eduard Loesener. Saurauia yasicae ingår i släktet Saurauia och familjen Actinidiaceae. Inga underarter finns listade i Catalogue of Life.